# Romiplostim
Romiplostim (Handelsname Nplate; Hersteller Amgen) ist ein Arzneistoff aus der Gruppe der Thrombopoetin-Rezeptor-Agonisten für die Behandlung von Patienten mit einer Immunthrombozytopenie (idiopathische thrombozytopenische Purpura, ITP, Morbus Werlhof).  Romiplostim ist der erste in Europa zugelassene thrombopoetische Wirkstoff.
Die Summenformel von Romiplostim ist C2634H4086N722O790S18.

## Klinische Angaben

### Anwendungsgebiete
Romiplostim ist für die Behandlung erwachsener, splenektomierter Patienten mit chronischer idiopathischer thrombozytopenischer Purpura (ITP) indiziert, die gegenüber anderen Therapien refraktär (d. h. unbeeinflussbar oder unempfindlich) sind (z. B. Kortikosteroide oder Immunglobuline). Die Anwendung von Nplate kann als Secondline-Therapie für erwachsene, nicht splenektomierte Patienten in Betracht gezogen werden, für die eine Operation kontraindiziert ist.
Die Behandlung mit Romiplostim führte in klinischen Studien bei Patienten mit einer Immunthrombozytopenie (idiopathische thrombozytopenische Purpura, ITP, Morbus Werlhof) zu einer dosisabhängigen Erhöhung der Thrombozytenwerte.

### Art und Dauer der Anwendung
Die Behandlung sollte unter der Anleitung eines Arztes erfolgen, der in der Behandlung hämatologischer Erkrankungen erfahren ist. Nach der Rekonstitution des Pulvers wird die Romiplostim Injektionslösung subkutan verabreicht. Romiplostim sollte einmal pro Woche angewendet werden.

### Gegenanzeigen
Überempfindlichkeit gegen den Wirkstoff, gegen einen der sonstigen Bestandteile oder gegen aus E. coli stammende Proteine.
Leberfunktionsstörungen (Gefahr einer Pfortaderthrombose).

### Anwendung während Schwangerschaft und Stillzeit
Es liegen keine klinischen Daten zur Exposition von Romiplostim bei Schwangeren vor. Romiplostim darf nicht während der Schwangerschaft verwendet werden, es
sei denn, dies ist eindeutig erforderlich. Es ist nicht bekannt, ob Romiplostim in die Muttermilch übertritt, jedoch ist eine Exkretion wahrscheinlich und ein Risiko für das gestillte Kind kann nicht ausgeschlossen werden.

### Unerwünschte Wirkungen
Sehr häufig: Kopfschmerzen, weitere Nebenwirkungen s. Fachinfo.

## Pharmakologische Eigenschaften

### Wirkungsmechanismus (Pharmakodynamik)
Romiplostim ist ein Fc-Peptid-Fusionsprotein („Peptibody“), das intrazelluläre Transkriptionsprozesse über den Signalweg des Thrombopoetin-Rezeptors (TPO-Rezeptor, auch als cMpl bezeichnet) zur Steigerung der Thrombozytenproduktion aktiviert.

## Sonstige Informationen

### Orphan Drug
Bereits in 2005 erhielt Romiplostim von der Food and Drug Administration (FDA) den Orphan Drug Status zuerkannt. Der Begriff wird für Arzneimittel verwendet, die zur Behandlung sehr seltener Krankheiten eingesetzt werden.

### Zulassung
Im August 2008 wurde Nplate von der Food and Drug Administration (FDA) für den US-amerikanischen Markt zugelassen, im Februar 2009 folgte die Zulassung für den europäischen Markt seitens der EU-Kommission.

### Studien
Zulassungsstudien
In Zulassungsstudien der Phase III führte Romiplostim im Vergleich zu Placebo zu signifikant höheren dauerhaften Gesamtansprechraten der Thrombozyten, unabhängig davon, ob die Patienten splenektomiert waren oder nicht. Darüber hinaus waren die mit Romiplostim behandelten Patienten öfter in der Lage, andere ITP-Medikationen in der Dosis zu reduzieren oder abzusetzen, und mussten signifikant seltener zu Notfallmedikationen greifen.
Zulassungsstudien wurden sowohl an splenektomierten Patienten mit chronischer ITP als auch an nicht splenektomierten Patienten durchgeführt.
Langzeitstudie
Patienten, die eine der vorangegangenen Studien mit Romiplostim abgeschlossen hatten und deren Thrombozytenwert auf ≤ 50 × 109/l abgefallen war, konnten in eine offene, einarmige, multizentrische Langzeitstudie aufgenommen werden. Wie bei den vorangegangenen Studien waren die teilnehmenden
Patienten mindestens 18 Jahre alt und litten an diagnostizierter ITP. Sie durften andere ITP-Medikationen (Kortikosteroide, Danazol und Azathioprin) in konstanter Dosierung beibehalten. Die Patientenaufnahme begann im Juni 2004 und war bis Dezember 2009 abgeschlossen. An 36 Zentren in den USA und Europa erhielten insgesamt 142 Patienten Romiplostim. In den vorangegangenen Studien wurden 106 Patienten (75 %) der Romiplostim Gruppe und 36 Patienten (25 %) der Kontrollgruppe zugeteilt. Bis Juli 2007 wurden diese Patienten über einen Zeitraum von durchschnittlich 69 Wochen, maximal bis zu 156 Wochen mit Romiplostim behandelt; die Datenanalyse erstreckt sich bis zur 144. Woche.
Der mediane Thrombozytenwert stieg in den ersten 4 Wochen steil an, danach bis inklusive der Woche 16 nur noch langsam. Die Thrombozytenwerte blieben anschließend bis Woche 144 in einem Bereich zwischen 61 und 149 × 109/l. Die Ergebnisse dieser Langzeitstudie zeigen, dass es bei den meisten Patienten, die langfristig mit Romiplostim behandelt wurden, zu einem Ansprechen der Thrombozyten ohne Hinweise auf eine Tachyphylaxie kam. Die Häufigkeit von unerwünschten Ereignissen in dieser Studie entsprach der in den Phase III Zulassungsstudien.
Myelodysplastisches Syndrom (MDS)
Daten aus einer randomisierten klinischen Studie bei Patienten mit einer mit dem Myelodysplastischen Syndrom (MDS) assoziierten Thrombozytopenie zeigten unter Behandlung mit Romiplostim im Vergleich zu Placebo einen Anstieg der Anzahl von Fällen mit Krankheitsprogression zu einer akuten myeloischen Leukämie (AML) und vorübergehenden Blastenanstiegen.